# هواري بومدين
هواري بومدين واسمه الحقيقي محمد إبراهيم بو خروبة (23 أغسطس 1932 - 27 ديسمبر 1978) الرئيس الثاني للجزائر المستقلة. شغل المنصب من 19 يونيو 1965 بعد انقلاب عسكري على أحمد بن بلة والذي دبّره مع الطاهر زبيري ومجموعة وجدة. استمر على رأس السلطة حتى وفاته في 27 ديسمبر 1978. يعتبر من أبرز رجالات السياسة في الجزائر والعالم العربي في النصف الثاني من القرن العشرين، وأحد رموز حركة عدم الانحياز. لعب دورا هاما على الساحة الأفريقية والعربية، وكان أول رئيس من العالم الثالث تحدث في الأمم المتحدة عن نظام دولي جديد.

## النشأة
ابن فلاح بسيط من عائلة كبيرة العدد ومتواضعة الحال، ولد في 23 أوت سنة 1932 في دوّار بني عدي (العرعرة) مقابل جبل دباغ، بلدية مجاز عمار على بُعد بضعة كيلومترات غرب مدينة قالمة من أب عربي وأم أمازيغية. وسجّل في سجلات الميلاد ببلدية عين حسانية (كلوزال سابقا). في صغره كان والده يحبه كثيرا ورغم ظروفه المادية الصعبة قرّر إكمال تعليمه ولهذا دخل (المدرسة القرآنية) في القرية التي ولد فيها، وكان عمره آنذاك 4 سنوات، وعندما بلغ سن السادسة دخل مدرسة ألمابير سنة 1938 في مدينة قالمة وتحمّل المدرسة اليوم اسم مدرسة محمد عبده، وكان والده يقيم في بني عديّ ولهذا أوكل أمره إلى عائلة بني إسماعيل وذلك مقابل الفحم أو القمح أو الحطب وهي الأشياء التي كان يحتاجها سكان المدن في ذلك الوقت.
وبعد سنتين قضاهما في دار ابن إسماعيل أوكله والده من جديد لعائلة بامسعود بدار سعيد بن خلوف في حي مقادور والذي كان حيّاً لليهود في ذلك الوقت (شارع ديابي حاليا)
وبعد ثماني سنوات من الدراسة بقالمة عاد إلى قريته في بني عدي، وطيلة هذه السنوات كان بومدين مشغول البال شارد الفكر لا يفعل ما يفعله الأطفال.
لقد كان بومدين يدرس في المدرسة الفرنسية وفي نفس الوقت يلازم الكتّاب من طلوع الفجر إلى الساعة السابعة والنصف صباحا، ثمّ يذهب في الساعة الثامنة إلى المدرسة الفرنسية إلى غاية الساعة الرابعة وبعدها يتوجّه إلى الكتّاب مجدداً.
وفي سنة 1948 ختم القرآن الكريم وأصبحَ يُدَرّس أبناء قَريتِه القرآن الكريم واللغة العربية، وفي سنة 1949 ترك محمد بوخروبة (هواري بومدين) أهله مجدداً وتوجه إلى المدرسة الكتانية في مدينة قسنطينة الواقعة في الشرق الجزائري، وكان نظام المدرسة داخلياً وكان الطلبة يَقُومون بأعباء الطبخ والتنظيف. وفي تلك الآونة كان عمه الحاج الطيب بوخروبة قد عاد من أداء فريضة الحجّ مشيا على الأقدام، وبعد عودته ذهب إليه محمد (هواري بومدين) ليقدّم له التهاني، وكان هواري يسأل عمه عن كل صغيرة وكبيرة عن سفره إلى الديار المقدسة، وكان عمه يخبره عن كل التفاصيل ودقائق الأمور وكيف كان الحجاج يتهربون من الجمارك والشرطة في الحدود وحدّثه عن الطرق التي كان يسلكها الحجّاج، وكان بومدين يسجّل كل صغيرة وكبيرة، وكان بومدين يخطط للسفر حيث أطلع ثلاثة من زملائه في المدرسة الكتانية على نيته في السفر وعرض عليهم مرافقته فرفضوا ذلك لأنهم لا يملكون جواز سفر، فأطلعهم على خريطة الهروب وقال: هذا هو جواز السفر.

### فرار من خدمة الجيش الفرنسي إلى تونس
كانت السلطات الفرنسية تعتبر الجزائريين فرنسيين وتفرض عليهم الالتحاق بالثكنات الفرنسية عند بلوغهم سن الثامنة عشرة. استدعيَ للالتحاق بالجَيش الفِرنسي لكنّه كان مؤمنا في قرارة نفسه بأنه لا يمكن الالتحاق بجيش العدو ولذلك رأى أنّ المخرج هو في الفرار والسفر، وعندما تمكن من اقناع رفاقه بالسفر باعوا ثيابهم للسفر برا باتجاه تونس.

### رحلته إلى الأزهر
ومن تونس توجه هواري بومدين إلى مصر عبر الأراضي الليبية، وفي مصر التحق وصديقه (بن شيروف) بالجامع الأزهر حيث درس هناك وتفوق في دراسته، وقسّم وقته بين الدراسة والنضال السياسي حيث كان منخرطا في حزب الشعب الجزائري، كما كان يعمل ضمن مكتب المغرب العربي الكبير سنة 1950، وهذا المكتب أسّسه زعماء جزائريون ومغاربة وتونسيون تعاهدوا فيما بينهم على محاربة فرنسا وأن لا يضعوا السلاح حتى تحرير الشمال الأفريقي، ومن مؤسسي هذا المكتب علال الفاسي من المغرب وصالح بن يوسف من تونس وأحمد بن بلة وآيت أحمد من الجزائر وكان هذا المكتب يهيكل طلبة المغرب العربي الذين يدرسون في الخارج.

## اندلاع ثورة التحرير
كان عبد الحفيظ بوصوف مع العربي بن مهيدي واليان يرأسان الولاية الخامسة. وفي عام 1956، غادر العربي بن مهيدي قيادة الولاية الخامسة للانضمام إلى المجلس الوطني للثورة الجزائرية، وفي أيلول/ سبتمبر 1957، غادر بوصوف التراب الجزائري، فتولّى هواري بومدين قيادة الولاية الخامسة.

## المراتب التي شغلها في الجيش
مع اندلاع الثورة الجزائرية وفي الفاتح من تشرين الثاني/نوفمبر 1954، انضم إلى جيش التحرير الوطني في المنطقة الغربية وتطورت حياته العسكرية كالتالي:
- 1956 : أشرف على تدريب وتشكيل خلايا عسكرية.
- 1957 : أصبح منذ هذه السنة مشهورا باسمه العسكري «هواري بومدين» تاركا اسمه الأصلي بوخروبة محمد إبراهيم وتولى مسؤولية الولاية الخامسة.
- 1958 : أصبح قائد الأركان الغربية.
- 1960 : أشرف على تنظيم جبهة التحرير الوطني عسكريا ليصبح قائد الأركان.
- 1962 : وزيرا للدفاع في حكومة الاستقلال.
- 1963 : نائب رئيس المجلس الثوري.

كمسؤول عسكريّ بهذا الرصيد العلمي جعله يحتل موقعا متقدما في جيش التحرير الوطني وتدرجّ في رتب الجيش إلى أن أصبح قائدا لمنطقة الغرب الجزائري. تولى قيادة وهران من سنة 1957 إلى سنة 1960 ثمّ تولى رئاسة الأركان من 1960 حتى الاستقلال سنة 1962. وعيّن بعد الاستقلال وزيرا للدفاع ثم نائبا لرئيس مجلس الوزراء سنة 1963 دون أن يتخلى عن منصبه كوزير للدفاع.

## الانقلاب العسكري على بن بلة

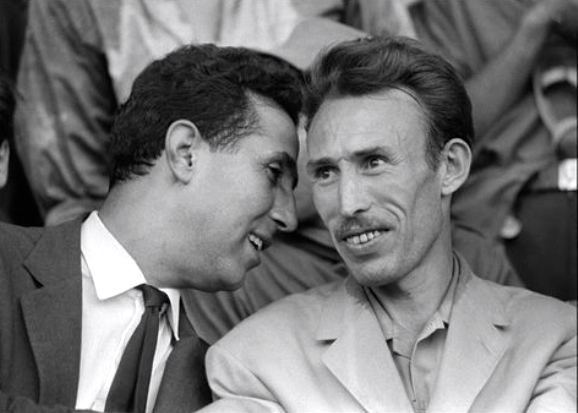
هواري بومدين رفقة أحمد بن بلة.

بعد أن حاول أحمد بن بلة تقليص نفوذ جماعة وجدة وعلى رأسهم هواري بومدين قام هذا الأخير مع طاهر زبيري ومجموعة وجدة التخطيط للإطاحة به.
تحول انتقاد سياسة بن بلة إلى إجماع بضرورة الإطاحة به والقضاء على سياسة الحكم الفردي التي تبناها. وبعد أن جس هواري بومدين وأعضاء جماعة وجدة نبض الإطارات السياسية والعسكرية للدولة، وقبل أيام معدودة من انعقاد المؤتمر الآفرو-آسيوي، اجتمعوا في بيت بومدين لوضع خطة للإطاحة بـ أحمد بن بلة.
كانت الساعة الواحدة صباحا من يوم 19 يونيو 1965 عندما اعتقل أحمد بن بلة في بيته «فيلا جولي» وسجن. تولى المهمة طاهر زبيري مرفوقا بالرائد محمد الصالح يحياوي والرائد سعيد عبيد والرائد عبد الرحمان بن سالمو وبعض الجنود. أبلغ بومدين الذي كان يقيم في وزارة الدفاع بإتمام العملية التي سُمّيت بـالتصحيح الثوري.

## حكمه
تولّى بومدين الحكم في الجزائر عن طريق انقلاب عسكري على الرئيس المدني أحمد بن بلة من 19 حزيران/جوان 1965 إلى غاية كانون الأول/ديسمبر 1978. وكان في أول الأمر رئيسا لمجلس التصحيح الثوري تم انتخابه رئيسا للجمهورية الجزائرية عام 1976  م .

### سياسته الداخلية
بعد أن تمكّن هواري بومدين من ترتيب البيت الداخلي، شرع في تقوية الدولة على المستوى الداخلي وكانت أمامه ثلاث تحديات وهي الزراعة والصناعة والثقافة، فعلى مستوى الزراعة قام هواري بومدين بتوزيع آلاف الهكتارات على الفلاحين الذين كان قد وفّر لهم المساكن من خلال مشروع ألف قرية سكنية للفلاحين وأجهز على معظم البيوت القصديرية والأكواخ التي كان يقطنها الفلاحون، وأمدّ الفلاحين بكل الوسائل والإمكانات التي كانوا يحتاجون إليها.
إضافة إلى السياسة التنموية اهتم الرئيس هواري بومدين بالإصلاح الاجتماع والسياسي، ووضع أسس الدولة الجزائرية، بدأ بقانون التأميم، ثم وضع ميثاقا وطنيا شاركت جميع فئات الشعب فيه، وانبثق عنه دستور كل ذلك بأسلوب ديمقراطي بالمعنى العلمي للكلمة (شعاره لا نريد تقبيل اليد)، ثم انتخاب المجلس الشعبي الوطني من طرف الجماهير الواسعة.
هذه الخطوط العريضة لسياسة الرجل على المستوى الداخلي، استقطب الكل لخدمة الوطن ومداخيل الدولة في صالح المواطن،

#### الثورة الزراعية
ازدهر القطاع الزراعي في عهد هواري بومدين واسترجع حيويته التي كانت عليها أيام الاستعمار الفرنسي عندما كانت الجزائر المحتلة تصدّر ثمانين بالمائة من الحبوب إلى كل أوروبا. وكانت ثورة هواري بومدين الزراعية خاضعة لإستراتيجية دقيقة بدأت بالحفاظ على الأراضي الزراعية المتوفرة وذلك بوقف التصحر وإقامة حواجز كثيفة من الأشجار أهمها السد الأخضر للفصل بين المناطق الصحراوية والمناطق الصالحة للزراعة وقد أوكلت هذه المهمة إلى الشباب الجزائريين الذين كانوا يقومون بالخدمة الوطنية.
في 14 جويلية من سنة 1971 اجتمع مجلس الثورة ومجلس الوزراء برئاسة الرئيس هواري بومدين بحيث أنهوا خلال هذه الجلسة السادسة دراسة الصيغة النهائية لمشروع الميثاق المتعلق ب الثورة الزراعية.
و تمثّل الثورة الزراعية النابعة من ضرورة تاريخية وسياسية إجراء شاملا من بين العوامل المحددة للنشاط الزراعي والحياة في المناطق الريفية وفقا للتعريف الذي أعطي لهذا المشروع آنذاك.
و شكّلت الثورة الزراعية بالفعل انطلاقة جديدة للفلاحة الجزائرية من شأنها أن تسمح بالوصول إلى أفق حقيقي للتنمية من خلال «عمل منسق ومتواصل» تجاه العوامل البشرية والمادية التي تعيق مسار النمو.
و كانت الصيغة المصادق عليها لمشروع الميثاق المتعلق ب الثورة الزراعية تحمل آفاق مستقبلية كونها لم تقتصر على عمليات استصلاح ومنح الأراضي فقط بل وفٌرت أيضا الظروف الملائمة للتنمية الريفية

#### الثورة الصناعية
وعلى صعيد الصناعات الثقيلة قام هواري بومدين بإنشاء مئات المصانع الثقيلة والتي كان خبراء من دول الكتلة الاشتراكية ومن الغرب يساهمون في بنائها، ومن القطاعات التي حظيت باهتمامه قطاع الطاقة، ومعروف أن فرنسا كانت تحتكر إنتاج النفط الجزائري وتسويقه إلى أن قام هواري بومدين بتأميمه الأمر الذي انتهى بتوتير العلاقات الفرنسية –الجزائرية، وقد أدى تأميم المحروقات في الجزائر إلى توفير سيولة نادرة ل الجزائر ساهمت في دعم بقية القطاعات الصناعية والزراعية. وفي سنة 1972 كان هواري بومدين يقول أن الجزائر ستخرج بشكل كامل من دائرة التخلف وستصبح يابان الوطن العربي.

#### الإصلاح السياسي
وبالتوازي مع سياسة التنمية قام هواري بومدين بوضع ركائز الدولة الجزائرية وذلك من خلال وضع الدستور والميثاق الوطني الجزائري للدولة وساهمت القواعد الجماهيرية في إثراء الدستور والميثاق الوطني الجزائري رغم ما يمكن أن يقال عنهما إلا أنهما ساهما في ترتيب البيت الجزائري ووضع ركائز لقيام الدولة الجزائرية الحديثة.

### السياسة الخارجية
إجمالا كانت علاقة الجزائر بكل الدول وخصوصا محور الدول الاشتراكية حسنة للغاية عدا العلاقة بـفرنسا وكون تأميم البترول يعد من جهة مثالا لباقي الدول المنتجة يتحدى به العالم الرأسمالي جعل من الجزائر ركن للصمود والمواجهة من الدول الصغيرة كما كانت الثورة الجزائرية درسا للشعوب المستضعفة ومن جهة أخرى وخاصة بعد مؤتمر الأفروآسيوي في يوم 3 أيلول – سبتمبر 1973 يستقبل في الجزائر العالم الثالث كزعيم وقائد واثق من نفسه وبمطالبته بنظام دولي جديد أصبح يشكل تهديدا واضحا للدول المتقدمة.

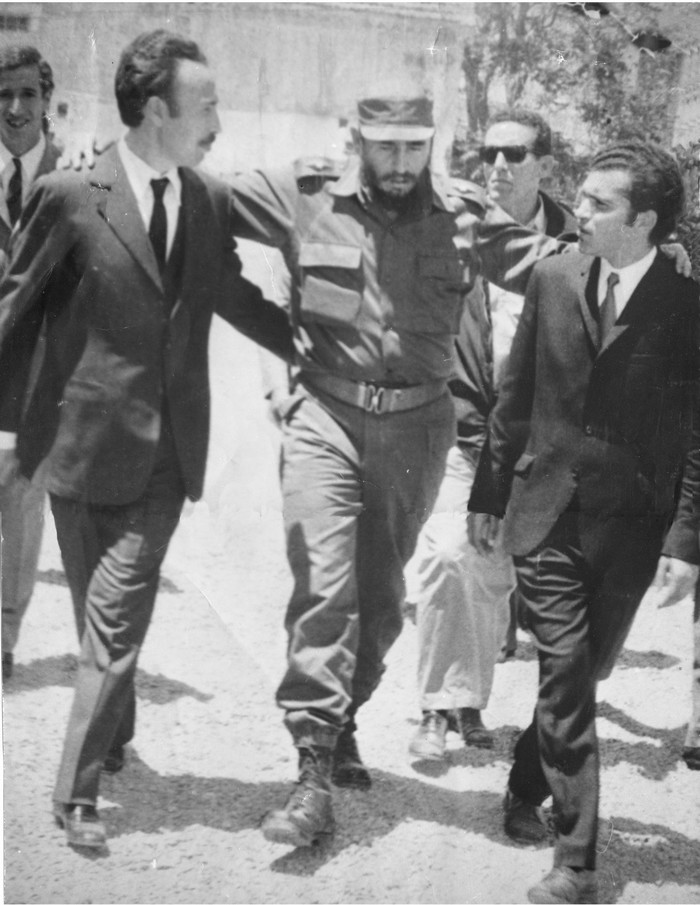
الرئيس هواري بومدين مع الزعيم الكوبي فيدل كاسترو عام 1972.

#### القضية الفلسطينية
في عهده أوفدت منظمة التحرير الفلسطينية سعيد السبع  لافتتاح أول مكتب لفلسطين في الجزائر كان ذلك في صيف عام 1965 في تلك الفترة فتح هواري بو مدين أبواب كلية شرشال العسكرية أمام الضباط الفلسطينيين فتم تخريج أوائل الضباط بحضور الرئيس هواري بو مدين وسعيد السبع الطاهر زبيري كما أنه منح مقر الجنرال ديغول ليكون مقرا لمنظمة التحرير الفلسطينية مواقفه الثابتة إزاء القضايا العربية والإنسانية وإيمانه الشديد والعميق بحق الشعوب في تقرير مصيرها هي التي توجته بالحصول في عام 1976 على ميدالية السلام التي منحتها إياه الأمم المتحدة عرفانا وتقديرا له على جهوده المتواصلة في الدفاع عن مبادئ السلم والعدالة في العالم ولا شيء غير ذلك..

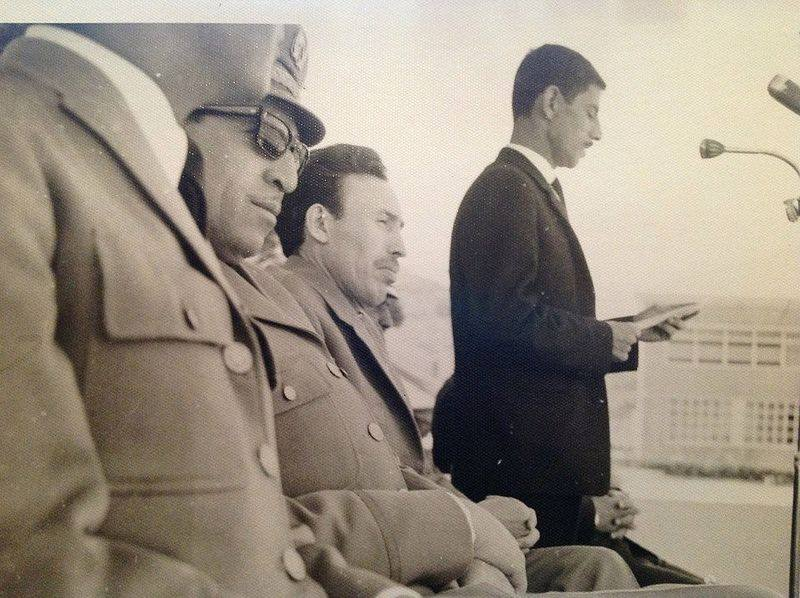
سعيد السبع يلقى كلمة بحضور الرئيس هواري بو مدين في كلية شرشال العسكرية 1965

صاحب المقولة الشهيرة وشعار للجزائر حتى الآن نحن مع فلسطين ظالمة أو مظلومة، في قمة الرباط 1974 أكد على أن.
«لا وصاية على الفلسطينيين».. «لا تفاوض، لا تطبيع، ولا تعامل مع العدو»، كان من دعاة رفع التحدي ومقاومة الاستعمار والإمبريالية، وبجهود رئيس الدبلوماسية الجزائرية آنذاك والرئيس السابق للجزائر عبد العزيز بوتفليقة تمكن الرئيس ياسر عرفات من إلقاء خطابه الشهير في الأمم المتحدة عام 1974  م .
ففي حوار أجراه الشاعر الراحل محمود درويش مع الرئيس ياسر عرفات في الذكرى الخامسة عشر لانطلاق الثورة الفلسطينية، تطرق الشهيد أبو عمار إلى أدق التفاصيل لانطلاق الثورة، حيث أكد في حواره أن التأييد الأول الذي تحصلت عليه الثورة وهي في مهدها من الجزائر، وأن أول مكتب فتح للثَورة كان بالجَزائِر مَكْتب لقَائِد فِرنسي من أصل يهودي كان يستعمل قبله لتعذيب الجزائريين، وأن جزائر بومدين لم تبخل يوماً على الثورة في أي طلب في كافة المجالات من دعم سياسياً أو لوجستياً فاتحةً ذِرَاعيهَا لاحتضان الثَورة الفِلسطينية، وكانت علاقة الجزائر بكل الدول وخصوصاً دول المحور الاشتراكي حسنة للغاية عدا العلاقة بفرنسا وكون تأميم البترول يعد من جهة مثالاً لباقي الدول المنتجة يتحدى به العالم الرأسمالي جعل من الجزائر ركن للصمود والمواجهة من الدول الصغيرة كما كانت الثورة الجزائرية درسا للشعوب المستضعفة.

### حرب أكتوبر وقصته مع السوفيات
حرب أكتوبر التي دارت بين كل من مصر وسوريا بمشاركة عدة دول عربية من جهة والكيان الصهيوني من الجانب الآخر، بدأت يوم السبت 6 أكتوبر 1973 الموافق ليوم 10 رمضان 1393 هـ بهجوم مفاجئ من قبل الجيش المصري والسوري على قوات الاحتلال «الإسرائيلية» التي كانت مرابطة في سيناء وهضبة الجولان..
وقد هدفت مصر وسورية إلى استرداد شبه جزيرة سيناء والجولان التي سبق أن احتلتهما «إسرائيل», وانتهت الحرب رسمياً بالتوقيع على اتفاقية فك الاشتباك في 31 مايو 1974 حيث وافقت «إسرائيل» على إعادة مدينة القنيطرة لسوريا وضفة قناة السويس الشرقية لمصر مقابل إبعاد القوات المصرية والسورية من خط الهدنة وتأسيس قوة خاصة للأمم المتحدة لمراقبة تحقيق الاتفاقية.
وفي مذكراته عن الحرب، كشف الفريق سعد الدين الشاذلي رئيس أركان حرب القوات المسلحة في تلك الفترة على قناة الجزيرة القطرية، أن دور الجزائر في حرب أكتوبر كان أساسياً وقد عاش بومدين ومعه كل الشعب الجزائري تلك الحرب بكل جوارحه، وشاركت جميع الدول العربية تقريباً في حرب 1973 طبقاً لاتفاقية الدفاع العربي المشترك، لكنها كانت مشاركة رمزية عدا سوريا والعراق والجزائر، التي كان جنودها يشاركون بالفعل مع المصريين.
«اتصل بومدين بالسادات مع بداية حرب أكتوبر وقال له إنه يضع كل إمكانيات الجزائر تحت تصرف القيادة المصرية وطلب منه أن يخبره فوراً باحتياجات مصر من الرجال والسلاح فقال السادات للرئيس الجزائري إن الجيش المصري في حاجة إلى المزيد من الدبابات وأن السوفيات يرفضون تزويده بها وهو ما جعل بومدين يطير إلى الاتحاد السوفيتي ويبذل كل ما في وسعه بما في ذلك فتح حساب بنكي بالدولار لإقناع الروس بالتعجيل بإرسال السلاح إلى» الجيشين المصري«والسوري».
وفي شهادات على العصر، قال الرئيس الراحل أنور السادات إن جزءاً كبيراً من الفضل في الانتصار الذي حققته مصر في حرب أكتوبر - بعد الله عز وجل - يعود لرجلين اثنين هما الملك فيصل بن عبد العزيز عاهل السعودية والرئيس الجزائري هواري بومدين، (تصريحات للسيدة كاميليا ابنة الرئيس السادات، في قناة الحياة الفضائية المصرية بمناسبة ذكرى حرب 6 أكتوبر 1973).
وشاركت الجزائر في حرب أكتوبر على الجبهة المصرية بالفوج الثامن للمشاة الميكانيكية، وكان الرئيس هواري بومدين قد طلب من الاتحاد السوفيتي شراء طائرات وأسلحة لإرسالها إلى المصريين عقب وصول معلومات من جاسوس جزائري في أوروبا قبل الحرب مفادها أن «إسرائيل» تنوي الهجوم على مصر وباشر اتصالاته مع السوفيات، لكن السوفيتيين طلبوا مبالغ ضخمة فما كان على الرئيس الجزائري إلى أن أعطاهم شيك فارغ وقال لهم اكتبوا المبلغ الذي تريدونه، وهكذا تم شراء الطائرات والعتاد اللازم ومن ثم إرساله إلى مصر، وهذه بعض إحصائيات لما قدمته الجزائر والتي كانت هي ثاني دولة من حيث الدعم للحرب.

#### الصحراء الغربية
دعم بومدين موقف الشعب الصحراوي إيمانا منه بحق الشعوب في تقرير مصيرها كما رفض الوقوف بجانب الاتفاقية الثلاثية التي تضم المغرب وإسبانيا وموريتانيا لتقسيم الصحراء الغربية مؤكدا موقفه من تحقير الاستعمار. ونتج عن ذلك أن اعترفت عدد من الدول بالجمهورية العربية الصحراوية الديمقراطية.

## وفاته

جنازة وطنية لهواري بومدين 1978

أُصيب هواري بومدين بمرض استعصى علاجه وقلّ شبيهه. في بداية الأمر ظنّ الأطباء أنّه مصاب سرطان المثانة، غير أن التحاليل الطبية فندّت هذا الإدعاء وذهب طبيب سويدي إلى القول أن بومدين أُصيب بمرض «والدنسستروم» وكان هذا الطبيب هو نفسه مكتشف المرض وجاء إلى الجزائر خصيصا لمعالجة بومدين، وتأكدّ أنّ بومدين ليس مصابا بهذا الداء.
مات هواري بومدين في صباح الأربعاء 27 ديسمبر 1978 في الساعة الثالثة وثلاثين دقيقة فجراً.
وحين دقّت ساعة توديع الزعيم، ظهر وزير الخارجية عبد العزيز بوتفليقة، في الواجهة وهو يلقي الكلمة التأبينية التي كانت آخر ما تُلي على بومدين قبل أن يصبح تحت التراب في عالمه البرزخي.
وفي «خطاب الوداع» - الذي تؤكد بعض المصادر أن وزير التربية الأسبق علي بن محمد هو من كتب نصه - بدا بوتفليقة متأثراً جداً لفراق رفيقه ورئيسه ورئيس كل الجزائريين، ولكنه ظلّ متماسكا حتى النهاية، حينها قال بوتفليقة في خطاب الوداع الشهير: بأرواحنا نفديك لو كان يقبل منا الفداء.

رسم لبومدين على طابع بريدي

## أقواله
كانت لهواري بومدين أقوال مشهورة من بينها:
«هل الأمة العربية مستعدة لبذل الثمن الغالي الذي تتطلبه الحرية؟ وأن اليوم الذي يقبل فيه العرب دفع هذا الثمن لهو اليوم الذي تتحرر فيه فلسطين.»
«إن تاريخ الشعوب ليس إلا سلسلة من المعارك المتنوعة تخرج ظافرة من معركة لتدخل مزودة بسلاح جديد إلى معركة جديدة، فإذا كنا قد خرجنا من معركة الاستقلال فإن ذلك إلا سلاحاً لابد منه لخوض معركة أخرى هي معركة النهضة والرقي والحياة.»
«فلسطين هي كالإسمنت المسلح للأمة إذا تمسكنا بها، وإذا تخلينا عنها تصبح قنبلة تنفجر فينا جميعا.»
«الجزائر مع فلسطين ظالمة أو مظلومة.»

## تخليدا له
سميت عدة مدن ومؤسسات باسمه، من أبرزها:
- مطار هواري بومدين الدولي بالجزائر العاصمة.
- جامعة العلوم والتكنولوجيا هواري بومدين بمدينة بالجزائر العاصمة.
- الأكاديمية العسكرية لشرشال "الرئيس الراحل هواري بومدين"
- دائرة هواري بومدين، ولاية قالمة
- بلدية هواري بومدين، ولاية قالمة
- بلدية مشرع هواري بومدين، ولاية بشار
- مركز التكوين المهني والتمهين هواري بومدين، دائرة سيدي علي، ولاية مستغانم

## معرض صور

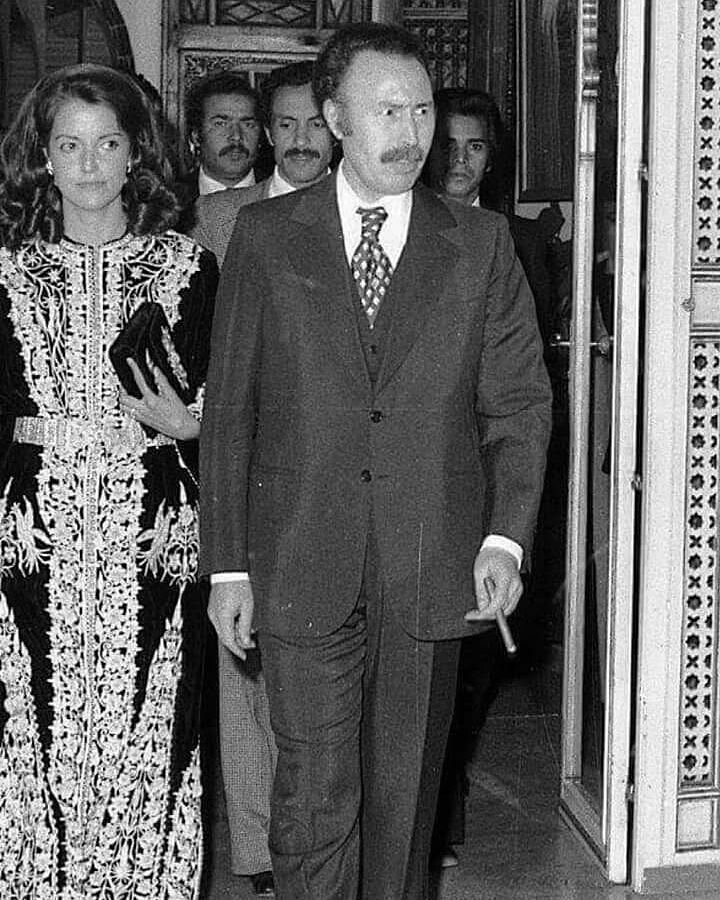
بومدين مع زوجته أنيسة بومدين.
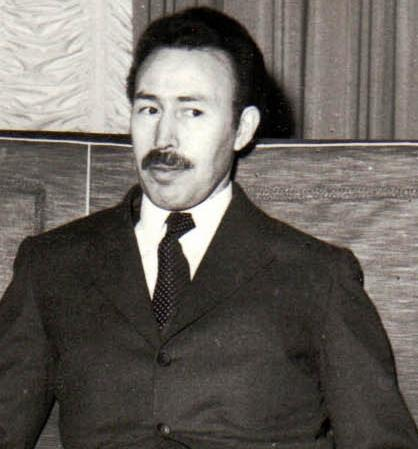
بومدين سنة 1972
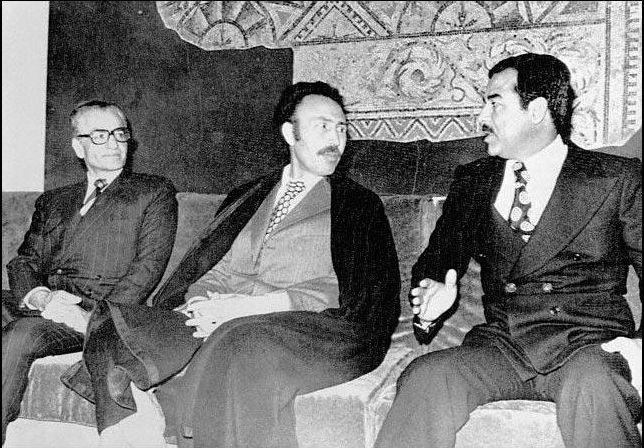
لقاء بين بومدين (الوسط) ونائب الرئيس العراقي صدام حسين (على اليمين) وشاه إيران محمد رضا بهلوي (على يسار) في الجزائر لتوقيع اتفاقية الجزائر.
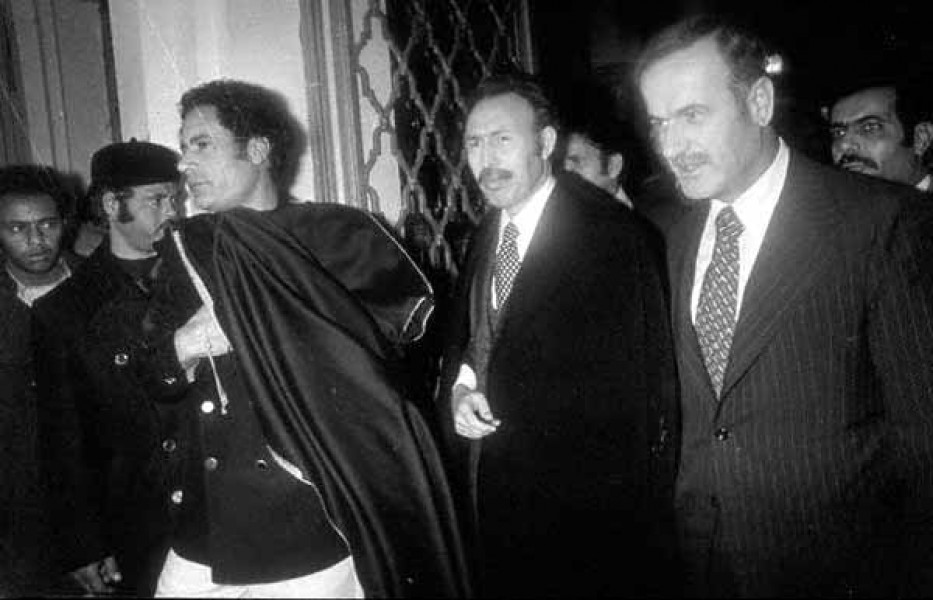
الزعيم الليبي معمر القذافي مع الرئيس بومدين والرئيس السوري حافظ الأسد في طرابلس سنة 1977

## وصلات خارجية
- شريط وثائقي خاص بالجزيرة مع أحمد طالب الإبراهيمي

## روابط خارجية
```
هواري بومدين
 على موقع 
IMDb
 (الإنجليزية)
```

- هواري بومدين على موقع الموسوعة البريطانية (الإنجليزية)
- هواري بومدين على موقع مونزينجر (الألمانية)
- هواري بومدين على موقع ألو سيني (الفرنسية)
- هواري بومدين على موقع إن إن دي بي (الإنجليزية)
- هواري بومدين على موقع قاعدة بيانات الفيلم (الإنجليزية)